# Syngnathus watermeyeri
Syngnathus watermeyeri is een  straalvinnige vissensoort uit de familie van zeenaalden en zeepaardjes (Syngnathidae). De wetenschappelijke naam van de soort is voor het eerst geldig gepubliceerd in 1963 door Smith.
De soort staat op de Rode Lijst van de IUCN als Kritiek, beoordelingsjaar 2009. De omvang van de populatie is volgens de IUCN dalend.